# 王益英
王益英（1928年6月—2023年1月5日），男，山东青岛人，中国法学家、法学教育家，中国人民大学法学院教授。曾任中国人民大学法学研究所所长，中国人民大学法学院副院长。